# Ministerstwo Rolnictwa Czech
Ministerstwo Rolnictwa Republiki Czeskiej (cz. Ministerstvo zemědělství České republiky, MZe) –  utworzone na mocy ustawy nr 2/1969 Sb. o powołaniu ministerstw i innych centralnych organów administracji państwowej Czeskiej Republiki Socjalistycznej.

## Kompetencje
Wymieniona ustawa (w § 15) określa, że do zakresu obowiązków MZE należą:
- rolnictwo (z wyjątkiem ochrony gruntów rolnych)
- gospodarka wodna (z wyjątkiem ochrony naturalnej akumulacji wody, ochrony zasobów wodnych i ochrony wód powierzchniowych i wód podziemnych)
- przemysł spożywczy
- lasy, łowiectwo i wędkarstwo (z wyjątkiem parków narodowych)
- sprzedaż produktów pochodzących z produkcji rolnej i leśnej na giełdzie
- opieką weterynaryjna, ochrona roślin i konserwacja żywności
- ochrona zwierząt przed okrucieństwem
- ochrona nowych odmian roślin i  ras zwierząt

Od 27 czerwca 2018 roku Ministrem Rolnictwa jest Miroslav Toman z partii ČSSD.

## Organizacja w Ministerstwie
Dla swoich potrzeb Ministerstwo ustanowiło szereg organizacji:
- Państwowa Inspekcja Rolno-Spożywcza
- Państwowa Administracja Weterynaryjna Republiki Czeskiej
- Centralny Instytut  Kontroli i Badań Rolnictwa
- 66 Agencji ds. Rolnictwa i Rozwoju Wsi
- Główny Urząd Ziemi (ÚPÚ) i organów podległych: 77 urzędów lądowych (PÚ) i 13 departamentów terytorialnych (ÚO)

## Historia
Ministerstwo Rolnictwa zostało założone pod nazwą Ministerstwo Rolnictwa i Żywności. Za niektóre obszary jego obecnej działalności w przeszłości odpowiadało Ministerstwo Leśnictwa i Gospodarki Wodnej.

## Lista ministrów

### Czechy w składzie Czechosłowacji (do 1992 r.)
| Lp. |  | Minister         |  | Partia  | Okres urzędowania                  | Rząd                                                                    |
| --- |  | ---------------- |  | ------- | ---------------------------------- | ----------------------------------------------------------------------- |
| 1.  |  | Josef Černý      |  | KSČ     | 8 stycznia 1969 – 11 lutego 1971   | Rząd Stanislava Rázla Rząd Josefa Kempnego i Josefa Korčáka             |
| 2.  |  | Václav Svoboda   |  | KSČ     | 11 lutego 1971 – 9 grudnia 1971    | Rząd Josefa Kempnego i Josefa Korčáka                                   |
| 3.  |  | Josef Nágr       |  | KSČ     | 9 grudnia 1971 – 4 listopada 1976  | Drugi rząd Josefa Korčáka                                               |
| 4.  |  | Miroslav Petřík  |  | KSČ     | 4 listopada 1976 – 18 czerwca 1981 | Trzeci rząd Josefa Korčáka                                              |
| 5.  |  | Miroslav Toman   |  | KSČ     | 18 czerwca 1981 – 20 czerwca 1983  | Czwarty rząd Josefa Korčáka                                             |
| 6.  |  | Vladislav Třeška |  | KSČ     | 20 czerwca 1983 – 18 czerwca 1986  | Czwarty rząd Josefa Korčáka                                             |
| 7.  |  | Ondřej Vaněk     |  | KSČ     | 18 czerwca 1986 – 5 grudnia 1989   | Rząd Josefa Korčáka, Ladislava Adamca, Františka Pitry i Petra Pitharta |
| 8.  |  | Jan Vodehnal     |  | KSČ     | 5 grudnia 1989 – 29 czerwca 1990   | Rząd Josefa Korčáka, Ladislava Adamca, Františka Pitry i Petra Pitharta |
| 9.  |  | Bohumil Kubát    |  | OF      | 29 czerwca 1990 – 2 lipca 1992     | Rząd Petra Pitharta                                                     |
| 10. |  | Josef Lux        |  | KDU-ČSL | 2 lipca 1992 – 17 lipca 1998       | Pierwszy rząd Václava Klausa                                            |

### Czechy (od 1993 r.)
| Lp. |  | Minister        |  | Partia                           | Okres urzędowania                    | Rząd                                                                           |
| --- |  | --------------- |  | -------------------------------- | ------------------------------------ | ------------------------------------------------------------------------------ |
| 1.  |  | Josef Lux       |  | KDU-ČSL                          | 2 lipca 1992 – 17 lipca 1998         | Pierwszy rząd Václava Klausa Drugi rząd Václava Klausa Rząd Josefa Tošovskiego |
| 2.  |  | Jan Fencl       |  | ČSSD                             | 22 lipca 1998 – 15 lipca 2002        | Rząd Miloša Zemana                                                             |
| 3.  |  | Jaroslav Palas  |  | ČSSD                             | 15 lipca 2002 – 25 kwietnia 2005     | Rząd Vladimíra Špidli Rząd Stanislava Grossa                                   |
| 4.  |  | Petr Zgarba     |  | ČSSD                             | 25 kwietnia 2005 – 10 listopada 2005 | Rząd Jiříego Paroubka                                                          |
| 5.  |  | Jan Mládek      |  | ČSSD                             | 16 listopada 2005 – 4 września 2006  | Rząd Jiříego Paroubka                                                          |
| 6.  |  | Milena Vicenová |  | bezpartyjna                      | 4 września 2006 – 9 stycznia 2007    | Pierwszy rząd Mirka Topolánka                                                  |
| 7.  |  | Petr Gandalovič |  | ODS                              | 9 stycznia 2007 – 8 maja 2009        | Drugi rząd Mirka Topolánka                                                     |
| 8.  |  | Jakub Šebesta   |  | bezpartyjny, wskazany przez ČSSD | 8 maja 2009 – 13 lipca 2010          | Rząd Jana Fischera                                                             |
| 9.  |  | Ivan Fuksa      |  | ODS                              | 13 lipca 2010 – 9 października 2011  | Rząd Petra Nečasa                                                              |
| 10. |  | Petr Bendl      |  | ODS                              | 6 października 2011 – 10 lipca 2013  | Rząd Petra Nečasa                                                              |
| 11. |  | Miroslav Toman  |  | bezpartyjny                      | 10 lipca 2013 – 29 stycznia 2014     | Rząd Jiříego Rusnoka                                                           |
| 12. |  | Marian Jurečka  |  | KDU-ČSL                          | 29 stycznia 2014 – 13 grudnia 2017   | Rząd Bohuslava Sobotki                                                         |
| 13. |  | Jiří Milek      |  | ANO 2011                         | 13 grudnia 2017 – 27 czerwca 2018    | Pierwszy rząd Andreja Babiša                                                   |
| 14. |  | Miroslav Toman  |  | ČSSD                             | 27 czerwca 2018 – 17 grudnia 2021    | Drugi rząd Andreja Babiša                                                      |
| 15. |  | Marian Jurečka  |  | KDU-ČSL                          | 17 grudnia 2021 – 3 stycznia 2022    | Rząd Petra Fiali                                                               |
| 16. |  | Zdeněk Nekula   |  | KDU-ČSL                          | 3 stycznia 2022 – 28 czerwca 2023    | Rząd Petra Fiali                                                               |
| 17. |  | Marek Výborný   |  | KDU-ČSL                          | 28 czerwca 2023 – nadal              | Rząd Petra Fiali                                                               |